# Agustín Rodríguez Sahagún
Agustín Rodríguez Sahagún (ur. 27 marca 1932 w Ávili, zm. 13 października 1991 w Paryżu) – hiszpański polityk, przedsiębiorca i nauczyciel akademicki, parlamentarzysta oraz minister, w latach 1989–1991 alkad Madrytu.

## Życiorys
Absolwent prawa na Universidad de Valladolid i ekonomii na Universidad de Deusto. Kształcił się także na uczelniach w Caen i Sheffield. Pracował jako nauczyciel akademicki na uniwersytecie w Bilbao. Zajął się również własną działalnością gospodarczą w branży wydawniczej. W latach 60. objął kierownicze stanowisko w Banco de Bilbao. W 1977 był wśród założycieli organizacji gospodarczej CEOE, w której pełnił funkcję wiceprezesa. W tym samym roku współtworzył i jako pierwszy prezes do 1978 kierował organizacją CEPYME, zrzeszającą przedstawicieli małego i średniego biznesu.
W okresie przemian ustrojowych z połowy lat 70. zaangażował się w działalność polityczną. Z rekomendacji Partido Popular w lutym 1978 objął stanowisko ministra przemysłu i energii w rządzie Adolfa Suáreza. W 1979 z listy Unii Demokratycznego Centrum (UCD) uzyskał mandat posła do Kongresu Deputowanych I kadencji. W kwietniu tegoż roku został u dotychczasowego premiera ministrem obrony, sprawując ten urząd do lutego 1981. W tym samym roku pełnił funkcję przewodniczącego UCD, z której zrezygnował. W 1982 wraz z byłym premierem współtworzył Centrum Demokratyczne i Społeczne. W 1982 i 1986 wybierany na deputowanego II i III kadencji. W 1987 został radnym Madrytu, a w czerwcu 1989 alkadem hiszpańskiej stolicy. W kwietniu 1991 odmówił ubiegania się o reelekcję, motywując to względami osobistymy. Zakończył urzędowanie w czerwcu, zmarł kilka miesięcy później.
Jego żoną była Rosa María Martínez de Guisasola. Miał sześcioro dzieci.